# ムーヴィング・ヴァイオレーション
『ムーヴィング・ヴァイオレーション』（Moving Violation）は、ジャクソン5が1975年に発表したスタジオ・アルバム。ジャクソン5名義による最後のスタジオ・アルバムで、グループはその後モータウンを離れてエピック・レコードへ移籍し、ジャクソンズに改名する。

## 解説
ホーランド＝ドジャー＝ホーランド作の「フォーエヴァー・ケイム・トゥデイ」は、スプリームスの歌唱で1968年にシングル・ヒットした曲のカヴァー。また、ホーランド＝ドジャー＝ホーランドの一員であったブライアン・ホーランドが5曲をプロデュースして、本作に収録された新曲のソングライティングにも関わっている。
Billboard 200では36位に達し、ビルボードのR&Bアルバム・チャートでは6位に達した。また、1975年6月に「フォーエヴァー・ケイム・トゥデイ」がシングル・カットされて、Billboard Hot 100で61位、R&Bシングル・チャートで6位に達し、カップリング曲の「君のことばかり」もR&Bシングル・チャートで50位に達した。その後、「ボディ・ランゲージ」もシングル・カットされる予定だったが、中止となる。
2001年には、前作『ダンシング・マシーン』（1974年）の全9曲とボーナス・トラック2曲を追加した20曲入りのCD『Dancing Machine & Moving Violation』がリリースされた。ボーナス・トラックの「スルー・シック・アンド・シン」は本作のレコーディング・セッションのアウトテイクで、グループがモータウンを去った後に発売されたコンピレーション・アルバム『ジョイフル・ジュークボックス・ミュージック』（1976年）に収録されていた。また、「フォーエヴァー・ケイム・トゥデイ」のディスコテック#3ヴァージョンは、モータウンから1976年1月に発売されたコンピレーション・アルバム『Disc-O-Tech #3』に収録されていたものである。

## 収録曲
1. フォーエヴァー・ケイム・トゥデイ - "Forever Came Today" (Brian Holland, Lamont Dozier, Edward Holland Jr.) - 6:21
2. ムーヴィング・ヴァイオレーション - "Moving Violation" (Liz Shaw, Harold Beatty) - 3:35
3. エスペシャリー・フォー・ミー - "(You Were Made) Especially for Me" (Michael L. Smith, B. Holland) - 3:26
4. ハニー・ラヴ - "Honey Love" (M. L. Smith, B. Holland, E. Holland Jr.) - 4:38
5. ボディ・ランゲージ - "Body Language (Do the Love Dance)" (Hal Davis, Don Fletcher) - 4:07
6. 君のことばかり - "All I Do Is Think of You" (M. L. Smith, B. Holland) - 3:13
7. ブリージー - "Breezy" (Mel Larson, Jerry Marcellino) - 3:36
8. コール・オブ・ザ・ワイルド - "Call of the Wild" (M. Larson, J. Marcellino) - 2:33
9. タイム・エクスプロージョン - "Time Explosion" (M. Larson, J. Marcellino) - 4:10